# U-Bahnhof Messe-Süd
Der U-Bahnhof Messe-Süd ist eine geplante Station der Düsseldorfer Stadtbahn. Sie liegt im Verlauf der ersten Stammstrecke, im Stadtteil Stockum der nordrhein-westfälischen Landeshauptstadt Düsseldorf. Der Termin für den Bau der Station steht noch nicht fest.

## Lage
Der U-Bahnhof soll unterhalb des Kongresszentrum Düsseldorf entstehen, parallel zum Rhein und zur Rotterdamer Straße. Er soll Anschluss an den südlichen Teil der Messe gewähren. Dieser Teil wird momentan ÖPNV-technisch nur von Buslinien der Rheinbahn erschlossen.

## Bahnhofsanlage
Die aktuellen Planungen sehen drei Treppenzugänge sowie zwei Aufzuganlagen unterhalb eines überdachten Bereichs auf dem Vorplatz des Kongresszentrums vor. Die Treppenanlagen führen direkt zu den Gleisen an dem 11 Meter breiten und 90 Meter langen Mittelbahnsteig. So könnte der Bahnhof zu Spitzenzeiten, beispielsweise bei Messen, Züge von 3 B80 Wagen aufnehmen.

## Linie U80
Der U-Bahnhof Messe-Süd befindet sich auf der in Planung befindlichen U80 des Düsseldorfer Stadtbahnnetzes. Nach den heutigen Planungen soll die Linie nach der Station Reeser Platz in Richtung des Nordparks abzweigen. Im Nordpark soll eine Rampe an der Engländerwiese entstehen, über die die Züge in einen etwa 1,3 Kilometer langen Tunnel unterhalb des Nordparks geführt werden, bis zur Station Messe-Süd. Der Tunnel soll unter dem Messegelände weiter verlaufen, kurz vor dem U-Bahnhof Merkur Spiel-Arena/Messe Nord enden und die Züge über eine Rampe in die Station führen.
| Linie | Verlauf / Anmerkungen | Takt (Mo–Fr) |
| ----- | --- | ------------ |
|       | U Düsseldorf Hbf – U Oststraße – U Steinstraße/Königsallee – U Heinrich-Heine-Allee – U Nordstraße – U Victoriaplatz/Klever Straße – Kennedydamm – Golzheimer Platz – Theodor-Heuss-Brücke – Reeser Platz – U Messe Süd – Merkur Spiel-Arena/Messe Nord Geplante Stadtbahn-Linie im Hochflurbetrieb | 20 min       |

## Weiterführende Informationen

Logo der Stadtbahn Rhein-Ruhr